# Слънчев цикъл
Слънчевият цикъл е почти периодична 11-годишна промяна в слънчевата активност. По принцип с всеки цикъл северният и южният полюс на Слънцето разменят местата си. Нивата на слънчево излъчване и изхвърляне на слънчев материал, броят и размерът на слънчевите петна и слънчевите изригвания все проявяват колебания в синхрон, от активно до тихо и отново до активно, с период от 11 години. Този цикъл се наблюдава от векове чрез промените във външния вид на Слънцето и чрез влиянието му на Земята (например, върху северното сияние).
Промените при Слънцето водят до ефекти в космоса, в земната атмосфера и върху земната повърхност. И докато цикълът е преобладаващото влияние върху слънчевата активност, все пак възникват и апериодични колебания.

## История на наблюденията
Слънчевият цикъл е открит през 1843 г. от Хайнрих Швабе, който след 17 години наблюдения забелязва периодично изменение в средния брой слънчеви петна. Рудолф Волф събира и изучава тези и други наблюдения, реконструирайки цикъла до 1745 г., като в крайна сметка успява да ги съчетае и с най-ранните наблюдения на слънчевите петна, направени от Галилео Галилей и съвременниците му в началото на 17 век.
Следвайки системата на Волфовото число, цикълът от 1755 до 1766 г. обикновено се счита за цикъл 1. Рудолф Волф създава стандартен индекс на броя на слънчевите петна, който се използва и до днес. Периодът между 1645 и 1715 г., когато има малко на брой слънчеви петна, се нарича Маундеров минимум, по името на Едуард Маундер, който провежда обширно проучване върху това явление, първоначално забелязано от Густав Шпьорер.
През втората половина на 19 век Ричард Керингтън и Шпьорер независимо един от друг забелязват феномена, при който слънчевите петна се появяват на различна слънчева географска ширина в различните части от цикъла.
Физичната обосновка на цикъла е установена от Джордж Елъри Хейл и сътрудниците му, които през 1908 г. показват, че слънчевите петна са силно магнетизирани (първото засичане на магнитни полета извън Земята). През 1919 г. те доказват, че магнитният поляритет на чифтовете слънчеви петна е постоянен в хода на цикъла, е противоположен от двете страни на екватора и че се обръща при настъпването на следващия цикъл.
Наблюденията на Хейл откриват, че пълният магнитен цикъл продължава два слънчеви цикла (22 години), преди да се възвърне в първоначалното си положение (в това число и поляритета). Понеже почти всички прояви са нечувствителни към полярността, 11-годишният слънчев цикъл продължава да е обект на изследвания. Все пак двете половини на 22-годишния магнитен цикъл не са идентични – те обикновено редуват висок или нисък брой на слънчеви петна.

## Исторически цикли
Броят на слънчевите петна през последните 11 400 години е узнат чрез дендроклиматология с въглерод-14. Нивото на слънчевата активност през 1940-те години е изключително – последният период с подобна интензивност възниква преди около 9000 години. Слънцето има толкова висока магнитна дейност едва през ~10% от последните 11 400 години. Почти всички от по-ранните високо интензивни периоди са по-къси от настоящия епизод. Вкаменелостите предполагат, че слънчевият цикъл е бил стабилен през последните поне 700 милиона години. Например, дължината на цикъла през ранен перм е около 10,62 години и е сходен през неопротерозой.
| Събитие                | Начало         | Край           |
| ---------------------- | -------------- | -------------- |
| Омиров минимум         | 750 г. пр.н.е. | 550 г. пр.н.е. |
| Оортов минимум         | 1040 г.        | 1080 г.        |
| Средновековен максимум | 1100 г.        | 1250 г.        |
| Волфов минимум         | 1280 г.        | 1350 г.        |
| Шпьореров минимум      | 1450 г.        | 1550 г.        |
| Маундеров минимум      | 1645 г.        | 1715 г.        |
| Далтонов минимум       | 1790 г.        | 1820 г.        |
| Съвременен максимум    | 1914 г.        | 2008 г.        |
| Неустановено           | 2008 г.        | -              |

До 2009 г. се счита, че 28 цикли обхващат 309-те години между 1699 и 2008 г., при което се получава средна продължителност на цикъла от 11,04 години, но последващите изследвания разкриват, че най-дългият цикъл (1784 – 1799) може всъщност да са били два цикъла. Ако това е така, тогава средната продължителност на цикъл би била около 10,7 години. От началото на наблюденията са забелязани цикли с продължителност от 9 години до 14 години, а ако цикълът от 1784 – 1799 г. всъщност са два цикъла, тогава те поотделно трябва да имат продължителност по-малка от 8 години.